# Katura Marae
Katura Marae (ur. 3 grudnia 1989) – vanuacka lekkoatletka, sprinterka.
Wzięła udział w igrzyskach olimpijskich w 2004, na których wystartowała w biegu na 100 m. Odpadła w pierwszej rundzie zajmując ostatnie, 8. miejsce w swoim biegu eliminacyjnym z czasem 13,49 s. Była najmłodszym lekkoatletą na tych igrzyskach. Jest najmłodszym vanuackim olimpijczykiem.
W 2005 wystąpiła na mistrzostwach świata juniorów młodszych, na których odpadła w eliminacjach na 100 m plasując się na ostatniej, 8. pozycji w swoim biegu z czasem 13,87 s.